# Tomàs Mallol i Deulofeu

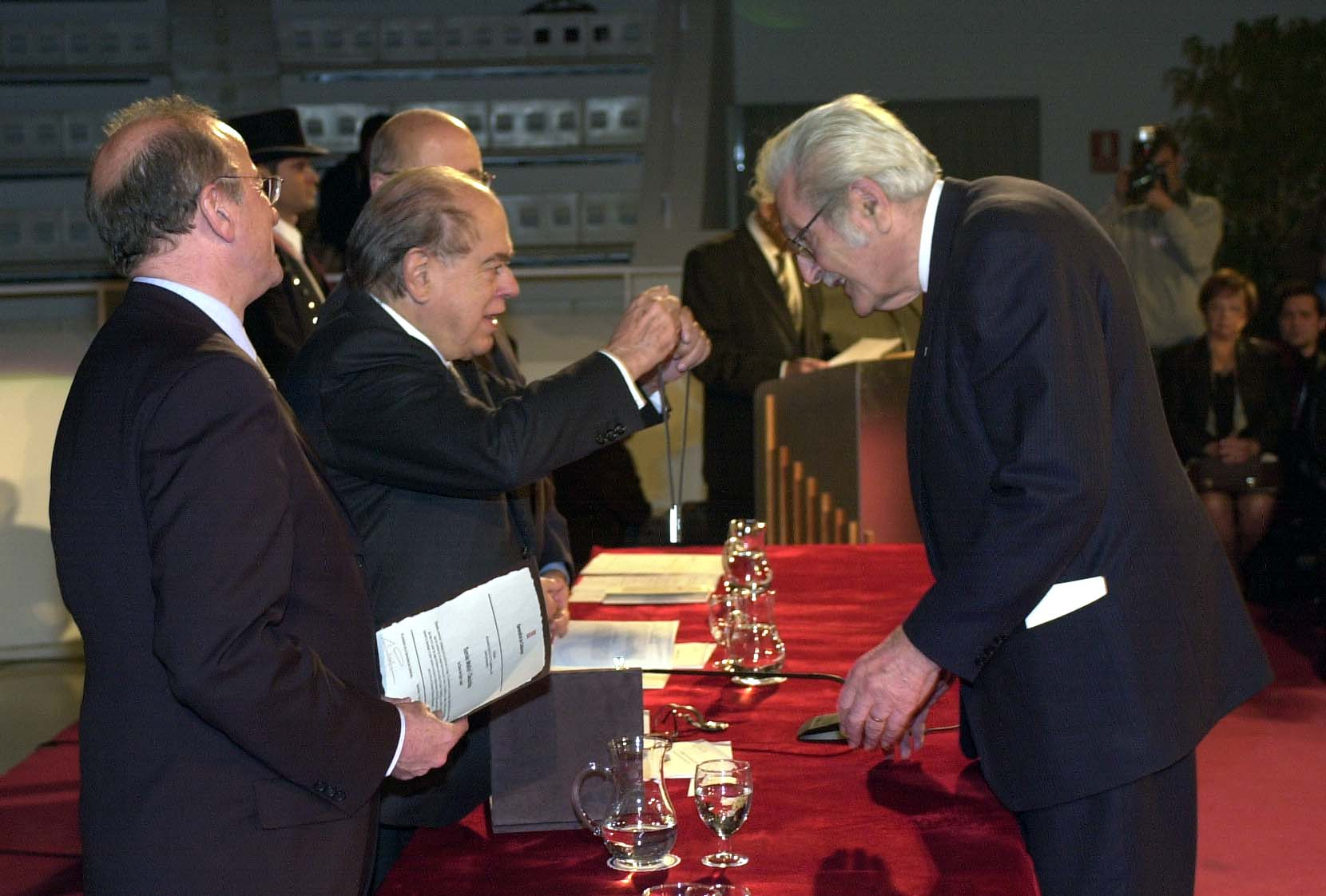
Tomàs Mallol recibiendo la Cruz de San Jorge, entregada por el presidente de la Generalidad de Cataluña, Jordi Pujol (2001)

Tomàs Mallol y Deulofeu (San Pedro Pescador, 1 de agosto de 1923 - Gerona, 16 de junio de 2013) fue un fotógrafo, coleccionista, promotor y director de cine catalán.

## Biografía
Estudió ingeniería técnica en la Escuela Industrial de Barcelona. Montó un estudio, una agencia de publicidad y más tarde entró a trabajar de fotógrafo. En 1964 creó 'Tomàs Mallol-Fotografía. Artes Gráficas. Publicidad.' Su obsesión por el cine le surgió al final de la década del 1920. A principios de los años 30 construyó un aparato de proyectores y fue desarrollando una destreza por el mundo de la imagen que lo dirigió hacia el coleccionismo de aparatos audiovisuales y a la realización de films amateurs, a partir de 1956. Acabó rodando una treintena de cortos, entre documentales y fantasías con rasgos experimentales y argumentos sencillos. Participó en la creación del Grupo de Cine Amateur de la Agrupación Fotográfica de Cataluña el 1954. También fue miembro de la Sección de Cine Amateur del CEC. En 1968 fue uno de los fundadores de la Unión de Cineastas Amateurs de Barcelona. Al final de la década de 1960 empezó a crear en su domicilio la Colección de Cine Tomàs Mallol, que pasó a ser el Museo del Cine-Colección Tomàs Mallol. Recibió la medalla especial de la UNICA en 1989, fue socio de honor de la Sociedad Catalana de Comunicación (IEC) desde el 1995 y de Cine Rescate desde el 1997. También era miembro de honor desde el 1998 de la Academia de las Artes y las Ciencias Cinematográficas de España; prisma de honor 1998 de la Asociación Española de Autores de Fotografía Cinematográfica (AEC), y ganó el premio contribución a la imagen dentro de los premios Carles Duran 20000 que otorgan por el Colegio de Directores de Cine de Cataluña, la Asociación Catalana de Productores Cinematográficos y Audiovisuales y el AEC. En 2001 recibió la Creu de Sant Jordi. Es autor de Si la memoria no me falla (2005) y coautor de La inventiva catalana en el juguete cinematográfico (1993) y Patrimonio cinematográfico (1997). El 16 de junio de 2013 murió en el hospital Josep Trueta de Gerona.

## Obra
- El pastor de Can Sopa (1956)
- L'Empordà (1957)
- Hivern (1958)
- Pozos semiartesianos (1959)
- Amanecer (1959)
- Primer dia (1959)
- Il·lusió (1959)
- Diálogo con el taxímetro (1959)
- Patricia (1960)
- Le tour au Lac Leman (1960)
- De Chamonix au ciel (1960)
- La guitarra y el mar (1961)
- 400 golpes (1961)
- Zoo (1962)
- Mástiles (1962)
- Síntesis de primavera (1963)
- Caracol (1963)
- Limpieza pública (1964)
- Fever (1964)
- Tres guitarras (1965)
- Dos moscas (1966)
- Arbres (1966)
- IV Fira del Dibuix i la Pintura (1966)
- Instante (1967)
- Daguerre i jo (1969)
- Sempre (1970)
- Mar calma (1971)
- Poca cosa sabem... (1972)
- Negre i vermell (1973)
- Homenatge (1975)
- Quan sóc perdut en l'ombra (1977)